# Tetraloniella bottandieri
Tetraloniella bottandieri är en biart som först beskrevs av Johann Dietrich Alfken 1914.  Tetraloniella bottandieri ingår i släktet Tetraloniella och familjen långtungebin. Inga underarter finns listade i Catalogue of Life.